# Almendra central

Trazado de la M-30

La almendra central se refiere a la zona de Madrid situada dentro de los confines de la carretera de circunvalación M-30, tradicionalmente comprendida por los siete distritos de Centro, Arganzuela, Retiro, Salamanca, Chamartín, Tetuán y Chamberí (aunque el propio Ayuntamiento de Madrid también incluye, a veces, parte de un octavo, el distrito de Moncloa-Aravaca, o, más concretamente, el barrio de Argüelles, la Colonia del Manzanares (Barrio Casa de Campo) y parte de Ciudad Universitaria). Su límite más al sur de la ciudad se encuentra en la desembocadura del arroyo Abroñigal en el río Manzanares, soterrado desde la década de 1970 por el actual Nudo Sur de la citada vía.

## Población
De los 1 153 730 habitantes en la zona en 1975, en 2000 pasó a tener 915 318 y, según el padrón municipal de 1 de enero de 2011, lo habitaba un total de 847 686 personas, aunque la concentración de actividades económicas de la zona, con el distrito de Salamanca a la cabeza, y seguido por Chamartín y Tetuán, aporta un valor añadido mayor al que le corresponde por su población.

## Vivienda
Por otra parte, según datos de 2004, de los 236 457 viviendas de la zona, repartidas en 17 691 edificios, el 7,27 % tenían menos de 31 metros cuadrados. Respecto a los propios edificios, 3095 (el 17,5 %) estaban declarados como «ruinosos», en «mal estado» o «en estado deficiente».